# Luziola brasiliensis
Luziola brasiliensis är en gräsart som först beskrevs av Carl Bernhard von Trinius, och fick sitt nu gällande namn av Jason Richard Swallen. Luziola brasiliensis ingår i släktet Luziola och familjen gräs. Inga underarter finns listade i Catalogue of Life.